# Ranibizumab
Ranibizumab es un medicamento que ha sido aprobado para el tratamiento de la degeneración macular asociada a la edad (DMAE), en su forma húmeda o exudativa, y que también se usa experimentalmente en el tratamiento de la retinopatía diabética.

## Descripción
Es un anticuerpo monoclonal. Un anticuerpo monoclonal es una proteína que reconoce y se une de forma específica y única a otra proteína del organismo. Ranibizumab actúa mediante la inhibición de una sustancia conocida como VEGF (vascular endothelial growth factor) o factor de crecimiento endotelial vascular. Se ha comprobado que la administración de Ranibizumab de forma repetida retrasa la pérdida de visión asociada a la degeneración macular asociada a la edad, e incluso puede mejorar la agudeza visual. No tiene acción beneficiosa sobre las formas secas de DMAE que son el 90 % de los casos, solo es útil en las formas llamadas húmedas que son más graves y de evolución más rápida. El ranibizumab se administra por vía intravítrea, es decir, se inyecta directamente en el cuerpo vítreo. El cuerpo vítreo o humor vítreo es una sustancia gelatinosa que ocupa la mayor parte del interior del ojo.

## Efectos secundarios
En menos del 1% de los tratamientos los efectos secundarios son graves, entre ellos se incluye la panoftalmitis, el desprendimiento de retina y la catarata traumática.